# Cantonul Tonnay-Boutonne
Cantonul Tonnay-Boutonne este un canton din arondismentul Saint-Jean-d'Angély, departamentul Charente-Maritime, regiunea Poitou-Charentes, Franța.

## Comune
| Comune                       | Populație (1999) | Cod poștal | Cod INSEE |
| ---------------------------- | ---------------- | ---------- | --------- |
| Annezay                      | 163              | 17380      | 17012     |
| Chantemerle-sur-la-Soie      | 110              | 17380      | 17087     |
| Chervettes                   | 128              | 17380      | 17103     |
| Nachamps                     | 217              | 17380      | 17254     |
| Puy-du-Lac                   | 345              | 17380      | 17292     |
| Puyrolland                   | 206              | 17380      | 17294     |
| Saint-Crépin                 | 243              | 17380      | 17321     |
| Saint-Laurent-de-la-Barrière | 88               | 17380      | 17352     |
| Saint-Loup                   | 270              | 17380      | 17356     |
| Tonnay-Boutonne              | 1.137            | 17380      | 17448     |
| Torxé                        | 231              | 17380      | 17450     |